# Franconia Notch
Franconia Notch est un col de montagne situé à 594 mètres d'altitude dans les montagnes Blanches du New Hampshire. Dominé par Cannon Mountain à l’ouest et le mont Lafayette à l’est, il se trouve dans le parc d'État de Franconia Notch et est traversé par la route de Franconia Notch (Interstate 93 et U.S. Route 3).
Au sud du col se trouvait une formation rocheuse, Old Man of the Mountain (« vieil homme de la montagne »), dont le profil est un symbole de l’État du New Hampshire, jusqu’en 2003, lorsque la formation s’est effondrée.
L'autoroute I-93 traverse le col mais avec un rétrécissement à une seule voie dans chaque direction.

## Géographie
Le col se trouve principalement dans la ville de Franconia, mais s’étend au sud dans la ville de Lincoln. Il est bordé à l’est par Franconia Ridge, comprenant le mont Lafayette (1 600 m), le mont Lincoln (1 551 m) et le mont Little Haystack (1 460 m), et à l’ouest par Cannon Mountain (1 240 m) et la falaise Cannon. Juste au sud de la ligne de crête, le lac Profile se trouve sous la falaise jadis occupée par Old Man of the Mountain. Le lac est la source de la rivière Pemigewasset, le principal affluent du fleuve Merrimack, qui s’écoule vers le golfe du Maine à Newburyport, dans le Massachusetts.